# 音楽の子供はみな歌う
『音楽の子供はみな歌う』（おんがくのこどもはみなうたう）は、2008年1月23日リリース、サンボマスターのメジャー4枚目のアルバム。

## 収録曲
| 全作詞・作曲: 山口隆。 |                                             |        |            |      |
| #                      | タイトル                                    | 作詞   | 作曲・編曲 | 時間 |
| 1.                     | 「光のロック」                              | 山口隆 | 山口隆     | 3:59 |
| 2.                     | 「揺れるラブマンのテーマ」                  | 山口隆 | 山口隆     | 3:28 |
| 3.                     | 「愛することのすべて」                      | 山口隆 | 山口隆     | 3:59 |
| 4.                     | 「少年エレクトリック」                      | 山口隆 | 山口隆     | 3:31 |
| 5.                     | 「very special!!」(アルバムバージョン)      | 山口隆 | 山口隆     | 4:28 |
| 6.                     | 「オルフェvsグッバイハイスクール」          | 山口隆 | 山口隆     | 3:37 |
| 7.                     | 「グッドモーニング センチメンタルウーマン」 | 山口隆 | 山口隆     | 4:28 |
| 8.                     | 「ひかりひとしずく」                        | 山口隆 | 山口隆     | 4:40 |
| 9.                     | 「21世紀少年少女」                          | 山口隆 | 山口隆     | 4:11 |
| 10.                    | 「春なんです」                              | 山口隆 | 山口隆     | 3:39 |
| 11.                    | 「青春のベル鳴りっぱなし」                  | 山口隆 | 山口隆     | 3:31 |
| 12.                    | 「新しい朝」                                | 山口隆 | 山口隆     | 6:37 |
| 13.                    | 「I Love You」(アルバムバージョン)          | 山口隆 | 山口隆     | 5:06 |
| 合計時間:              | 合計時間:                                   | 55:14  |            |      |

### 楽曲解説
1. 光のロック
11枚目のシングル。
映画『劇場版BLEACH The DiamondDust Rebellion もう一つの氷輪丸』主題歌
2. 揺れるラブマンのテーマ
NTT東日本LIVE ON フレッツ光CFソング
3. 愛することのすべて
4. 少年エレクトリック
5. very special!!（アルバムバージョン）
10枚目のシングル。
日本テレビ系『音楽戦士 MUSIC FIGHTER』7月オープニングテーマ
6. オルフェvsグッバイハイスクール
7. グッドモーニング センチメンタルウーマン
8. ひかりひとしずく
9. 21世紀少年少女
10. 春なんです
11. 青春のベル鳴りっぱなし
12. 新しい朝
13. I Love You（アルバムバージョン）
9枚目のシングル。

## ミュージシャン
- 山口隆：唄とギター
- 近藤洋一：ベースとコーラス
- 木内泰史：ドラムスとコーラス
- 真城めぐみ（ヒックスヴィル）：コーラス
- 伊藤寛（WAKU WAKU RHYTHM BAND）：キーボード
- 杉山オサム：スライドギター